# Tanja Frank
Pour les articles homonymes, voir Frank.
Tanja Frank est une skipper autrichienne née le 24 janvier 1993 à Vienne.

## Biographie
Elle remporte avec Thomas Zajac la médaille de bronze du Nacra 17 mixte aux Jeux olympiques d'été de 2016 à Rio de Janeiro. Lors de ces jeux, elle est porte-drapeau avec son coéquipier lors de la cérémonie de clôture.